# Landisacq
Landisacq – miejscowość i gmina we Francji, w regionie Normandia, w departamencie Orne.
Według danych na rok 1990 gminę zamieszkiwało 765 osób, a gęstość zaludnienia wynosiła 70 osób/km² (wśród 1815 gmin Dolnej Normandii Landisacq plasuje się na 297. miejscu pod względem liczby ludności, natomiast pod względem powierzchni na miejscu 447.).